# Касымов, Алибек Хамидович
Алибек Хамидович Касымов (18 сентября 1954) — советский казахский военачальник. Министр обороны Республики Казахстан с 16 октября 1995 по 30 октября 1996. Генерал-полковник.

## Биография

### Ранние годы
Окончил Алма-Атинское высшее общевойсковое командное училище (1975) по специальности «офицер мотострелковых войск (инженер по эксплуатации гусеничных и колесных машин)» и Военную академию имени Фрунзе (1985).
- 1975—1977 командир мотострелкового взвода 79-й гв. мсп 1-я тд 11-я гв. А ПрибВО Калининград
- 1977—1980 командир 6-й мср 79-й гв. мсп (лучшая рота ПрибВО[1]),
- 1981—1982  заместитель командира батальона 89 гв. тп, 1-я тд 11-я гв. А ПрибВО
- 1982 - 1985 - слушатель Военной Академии им. Фрунзе, Москва.
- В 1985—1992 годах — начальник штаба — зам. командира учебного мотострелкового полка, старший офицер, заместитель начальника, начальник первого (оперативного) отдела, заместитель начальника Оперативного управления штаба Закавказского военного округа.

### На высших должностях
- В апреле -июне 1992 года — 1-й заместитель начальника штаба 40 армии ВС СССР - ВСРК.
- В июне-ноябре 1992 — начальник оперативного управления — заместитель начальника Главного штаба ВС РК.
- С ноября 1992 года — 1-й заместитель Министра обороны — начальник Главного штаба ВС РК (вместо С. Алтынбекова).
- С 16 октября 1995 по 30 октября 1996 — Министр обороны Республики Казахстан.
- С 1997 года назначен военным атташе Казахстана в Турции.
- с мая 2020 г. по октябрь 2001 г. Начальник Генерального штаба ВС РК.
- 12 октября 2001 года назначен заместителем секретаря Совета безопасности Республики Казахстан.

## Награды
- Орден «Данк» 2 степени (2001)[2]
- Орден «За службу Родине в Вооружённых Силах СССР» 3-й степени (1990)
- Медаль «За укрепление боевого содружества»
- Медаль «Ветеран Вооружённых Сил СССР»
- Юбилейная медаль «60 лет Вооружённых Сил СССР»[3]
- Юбилейная медаль «70 лет Вооружённых Сил СССР»[4]
- Медаль «За безупречную службу» I степени
- Медаль «За безупречную службу» II степени
- Медаль «За безупречную службу» III степени
- иностранные награды